# آبیاری بارانی

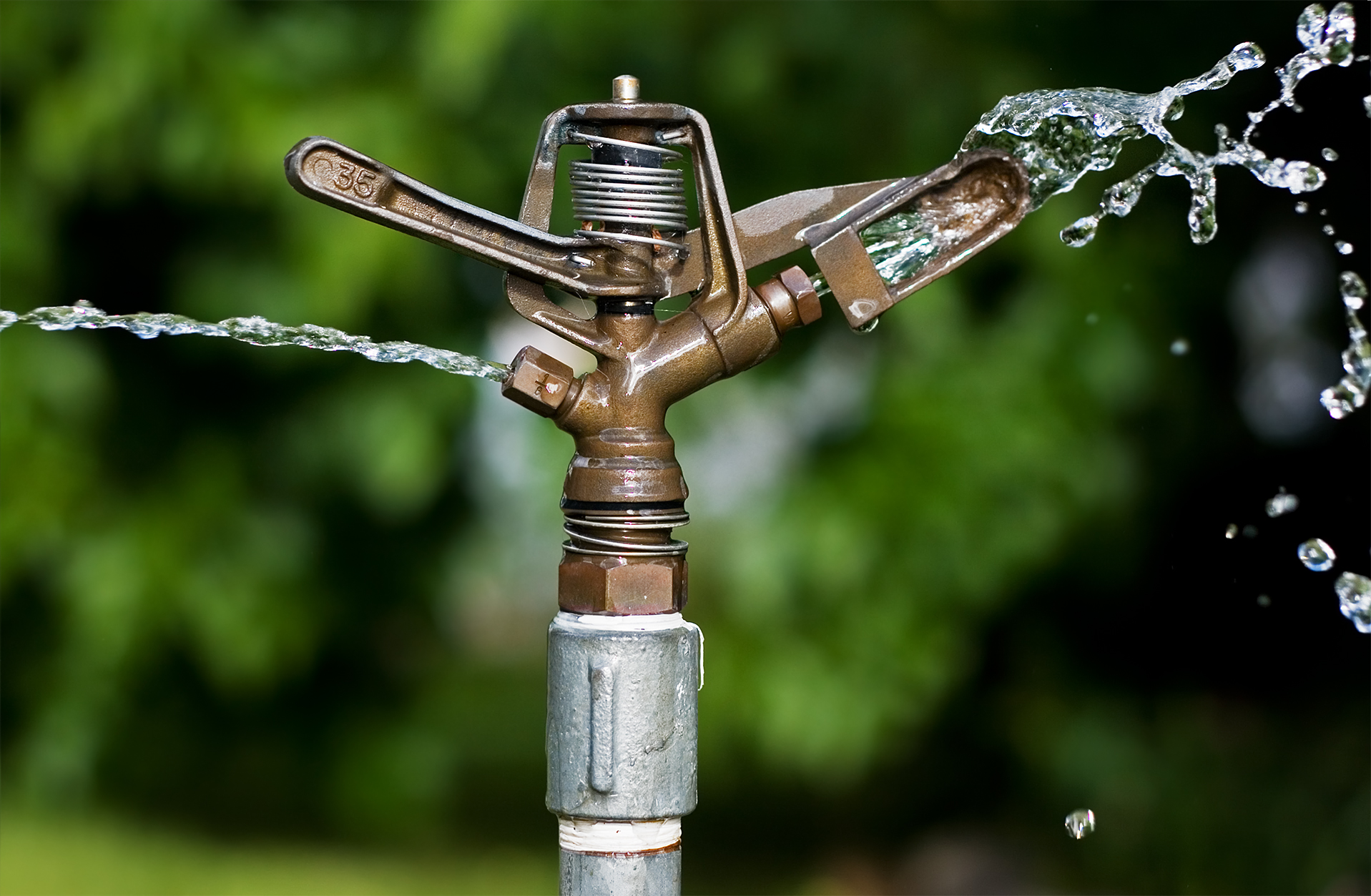
یک سر آب‌پاش ضربه‌ای در حال کار

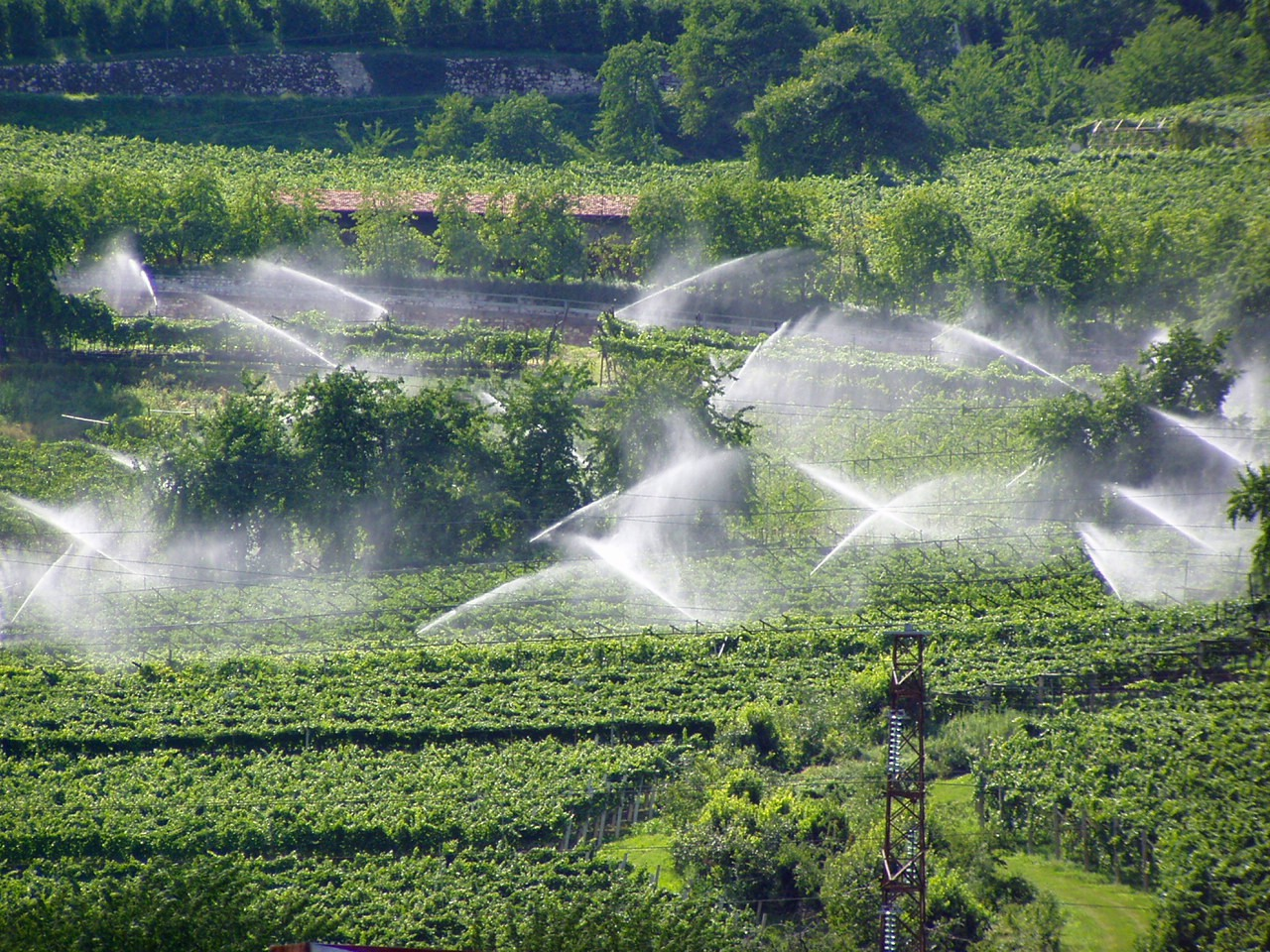
آب‌پاش‌هایی که برای آبیاری گیاهان انگور در تاکستان آب می‌پاشند.

آبیاری بارانی (به انگلیسی: Irrigation sprinkler) (همچنین به عنوان آب‌پاشی بارانی یا به سادگی آب‌پاشی نیز شناخته می‌شود) وسیله‌ای است که برای آبیاری (آب) محصولات کشاورزی، چمنزارها، مناظر، زمین‌های گلف و دیگر مناطق استفاده می‌شود. آنها همچنین برای خنک کردن و کنترل گردوغبار موجود در هوا استفاده می‌شوند.آبیاری بارانی روشی است که آب را به شیوه‌ای مهارشده و مشابه بارندگی اعمال می‌کند. آب از طریق شبکه‌ای که ممکن است متشکل از پمپ‌ها، شیرها، لوله‌ها و آب‌پاش‌ها باشد، توزیع می‌شود.
آب‌پاش‌های آبیاری را می‌توان برای مصارف مسکونی، صنعتی و کشاورزی استفاده کرد. در زمین‌های ناهموار که آب کافی در دسترس نیست و همچنین در خاک شنی مفید است. لوله‌های عمود برهم که دارای نازل‌های دوار در بالا هستند، در فواصل منظم به خط لوله اصلی متصل می‌شوند. هنگامی که آب از طریق لوله اصلی تحت فشار قرار می‌گیرد، از نازل‌های دوار خارج می‌شود. روی محصول پاشیده می‌شود. در آبیاری بارانی یا سربار، آب به یک مکان مرکزی دیگر در مزرعه هدایت می‌شود و توسط آبپاش‌ها یا تفنگ‌های فشار بالا سربار توزیع می‌شود.